# Albatros D.I
Albatros D.I là một loại máy bay tiêm kích của Đức trong Chiến tranh thế giới I.

## Quốc gia sử dụng
German Empire
- Luftstreitkräfte

## Tính năng kỹ chiến thuật (D.I)
Đặc điểm tổng quát
- Kíp lái: 1
- Chiều dài: 7,40 m (23 ft 3,5 in)
- Sải cánh: 8,50 m (27 ft 11 in)
- Chiều cao: 2,95 m (9 ft 8 in)
- Diện tích cánh: 22,9 m2 (247 ft2)
- Trọng lượng rỗng: 645 kg (1.422 lb)
- Trọng lượng có tải: 898 kg (1.809 lb)

Hiệu suất bay
- Vận tốc cực đại: 175 km/h (110 mph)
- Thời gian bay: 1,5 giờ
- Trần bay: 3.000 m (9.840 ft)
- Vận tốc lên cao: 2,8 m/s (547 ft/phút)

Vũ khí trang bị
- 2 × súng máy MG 08 7,92 mm (.312 in)